# Centriolo

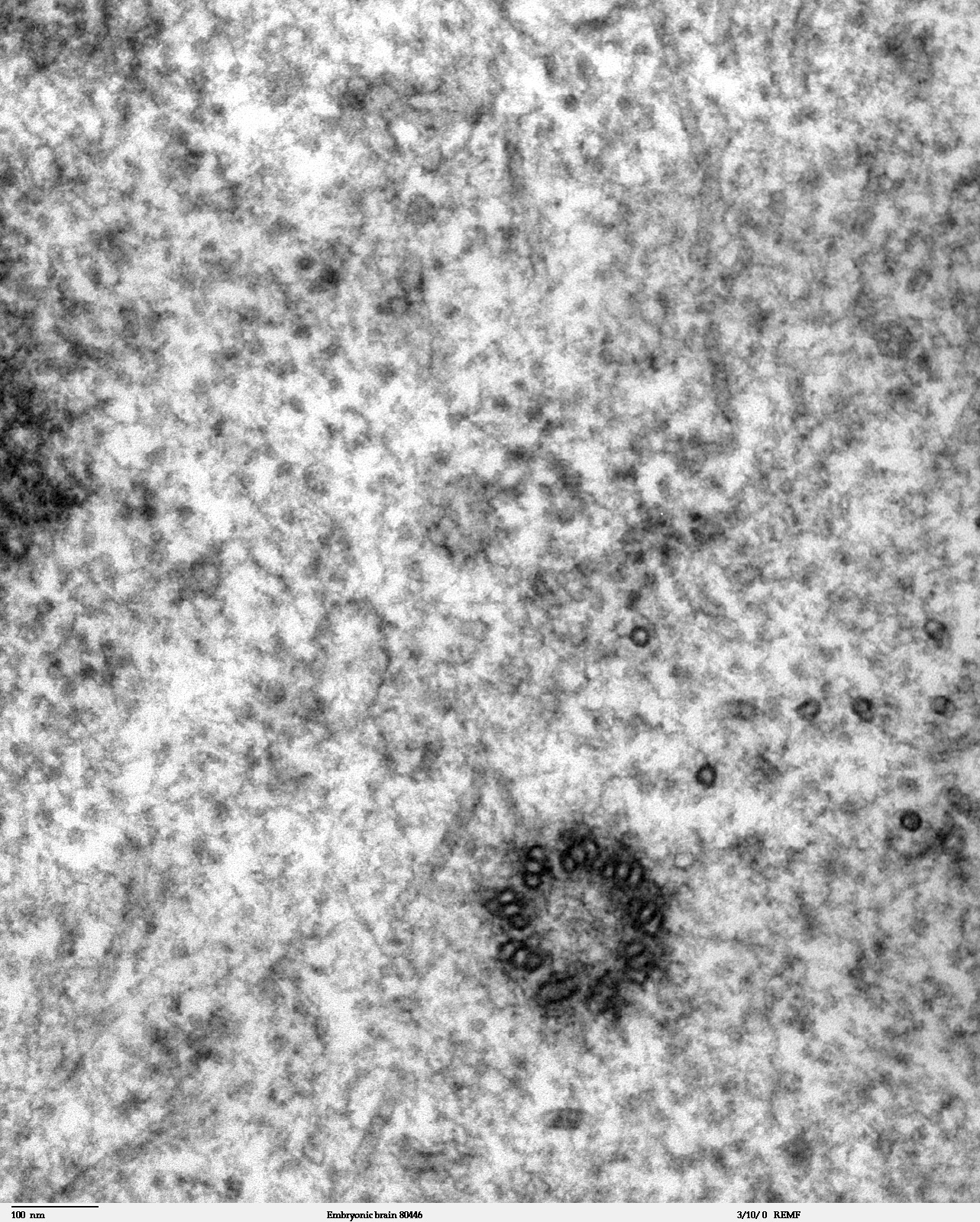
Un centríolo mostrando los nueve tripletes de microtúbulos. Imagen obtenida a través de unas muestras capturadas por un microscopio electrónico de transmisión.

En biología molecular, un centriolo o centríolo es un orgánulo con estructura cilíndrica, constituido por tripletes de microtúbulos, que forma parte del citoesqueleto. 
Una pareja de centríolos posicionados perpendicularmente entre sí y localizada en el interior de una célula se denomina centrosoma que comienza a rodearse de material pericentriolar (una masa proteica densa) y recibe el nombre de centro organizador de microtúbulos (COMT), el cual es característico de las células animales.
Provoca el movimiento de cilios y flagelos en los organismos unicelulares (protozoarios).

## Papel en la división celular
Los centriolos intervienen en la división celular, donde cada centríolo de una célula formará parte de una de las células hijas sirviendo como molde para la formación del centríolo restante. Contribuyen al mantenimiento de la forma de la célula, transportan orgánulos y partículas en el interior de la célula y conforman el eje citoesquelético en cilios y flagelos eucariotas, así como el de los corpúsculos basales. A pesar de su importancia, ha sido demostrado que los centríolos no llevan a cabo la formación del huso mitótico. Esta estructura se forma por el centrosoma. Experimentos con la mosca Drosophila melanogaster han mostrado que estas estructuras no son esenciales en la mitosis.

## División centriolar

Esquema de un centríolo mostrando los tripletes formados por los microtúbulos.

El proceso de formación ciliar en las células de diferenciación comprende la replicación del centríolo para originar múltiples procentríolos. Estos crecen y migran hacia la superficie apical de la célula, en donde cada uno de ellos se convierte en un cuerpo basal. Desde cada uno de los nueve tripletes que forman el cuerpo basal crece un doblete de microtúbulos que produce una evaginación de la membrana apical. Esta proyección de la membrana contendrá los nueve dobletes periféricos que hay en un cilio maduro. 
El material pericentriolar es un material denso y de naturaleza proteica que puede estar relacionado con la formación de microtúbulos. Esto es así ya que las células vegetales que carecen de centríolos también forman microtúbulos. La mayoría de las células vegetales, en su lugar, poseen una masa fibrosa difusa que tiene una composición similar al material pericentriolar.
El centríolo también juega un papel crucial en la división y movimiento cromosómico durante la mitosis, permitiendo que cada célula hija obtenga el número de cromosomas correspondiente.

## Organización celular
Los centríolos son una importante parte de los centrosomas, que están implicados en la organización de los microtúbulos en el citoplasma. La posición de los centríolos determina la posición del núcleo celular y juega un papel crucial en la reorganización espacial de la célula. 